# Município de Rome (condado de Lawrence, Ohio)
O município de Rome (em inglês: Rome Township) é um município localizado no condado de Lawrence no estado estadounidense de Ohio. No ano de 2010 tinha uma população de 8.892 habitantes e uma densidade populacional de 100,93 pessoas por km².

## Geografia
O município de Rome encontra-se localizado nas coordenadas 38° 31′ 09″ N, 82° 20′ 20″ O. Segundo o Departamento do Censo dos Estados Unidos, o município tem uma superfície total de 88.1 km², da qual 87.25 km² correspondem a terra firme e (0.97%) 0.85 km² é água.

## Demografia
Segundo o censo de 2010, tinha 8.892 habitantes residindo no município de Rome. A densidade populacional era de 100,93 hab./km². Dos 8.892 habitantes, o município de Rome estava composto pelo 96.82% brancos, o 0.93% eram afroamericanos, o 0.11% eram amerindios, o 1.25% eram asiáticos, o 0.01% eram insulares do Pacífico, o 0.06% eram de outras raças e o 0.82% pertenciam a duas ou mais raças. Do total da população o 0.76% eram hispanos ou latinos de qualquer raça.